# Sveriges mästerkock, säsong 7 (2017)
Den sjunde säsongen av Sveriges mästerkock sändes mellan 11 januari och 5 april 2017 på TV4 med programtiden 20:00 på onsdagar, med Leif Mannerström, Markus Aujalay och Mischa Billing återigen som domare i juryn denna säsongen.
Nytt för denna säsongen är Efter stängning som sänds på TV4 Play, där utslagna deltagare får duellera mot varandra med endast Markus Aujalay som domare. Vinnaren där får möjligheten att skapa en egen rätt på restaurangen Tegelbacken i Stockholm. Den som fick chansen att göra det blev 41-årige egenföretagaren Gillis Thalbäck från Vendelsö.
Vinnaren av denna säsongen fick ett kokbokskontrakt med Bonnier Fakta, 250 000 kr i prispengar samt titeln Sveriges mästerkock 2017. Efter det sista avsnittet stod det klart att vinnaren blev den 28-åriga pedagogen Klara Lind från Sundbyberg.

## Auditionturnén
Auditionturnén i denna säsong tog plats i Stockholm, Göteborg och Helsingborg med slutkvalet i Gävle under avsnitt 1–4 som sändes 13–14 samt 18–19 januari 2016.
| Stad        | Plats              | Sändningsdatum     | Förkläden      |
| ----------- | ------------------ | ------------------ | -------------- |
| Stockholm   | Clarion Hotel Sign | 11 januari 2017    | 21             |
| Göteborg    | Eriksbergshallen   | 12 januari 2017    | 11             |
| Helsingborg | Helsingborg Arena  | 12 januari 2017    | 8              |
| Gävle       | Gasklockorna       | 18–19 januari 2017 | 12 finalister. |

Slutkvalet, avsnitt 3 och 4: 18–19 januari 2016

De 40 amatörkockarna som blev kallade till slutkvalet i Gävle fick delta i tävlingar om att bli en av de 12 finalisterna.
- Tillaga en valfri sallad.
- Filéa en helsida av lax.
- Tillaga en valfri rätt med fläskfilé.
- Tillaga en schnitzel med valfria tillbehör.

### Topp 25
Efter första rundan av slutkvalet återstod endast 25 amatörkockar kvar. Dessa 13 deltagare tog sig inte vidare till Stockholm efter det fjärde avsnittet:
| - Beatrice Hedrén, 23, studerande - Carl Bahri, 24, studerande - Carolin Svensson, 24, lärarstudent - Ho-Man Wong, 26, energikonsult - Ida, okänt - Jerome Ianmark Calayag, 20, studerande - Kristian Svahn, 25, grafiker | - Linus Edenholm, 19, säljare - Marcus Johan, 29, elektriker - Marcus Palm, 29, konsultchef - Michael Werner, 37, gatuköksägare - Noomi Igbo, 25, industriarbetare - Vincent Henzel, 23, läkarstudent |

## Topp 12
| Deltagare          | Ålder | Bostad     | Sysselsättning         | Ansökan     | Resultat                    |
| ------------------ | ----- | ---------- | ---------------------- | ----------- | --------------------------- |
| Johanna Kruusval   | 35    | Göteborg   | Egenföretagare         | Göteborg    | Eliminerad den 25 januari.  |
| Eric Hammel        | 50    | Köpenhamn  | Verkställande direktör | Stockholm   | Eliminerad den 1 februari.  |
| Patrik Trydefeldt  | 50    | Karlshamn  | Klubbchef              | Helsingborg | Eliminerad den 8 februari.  |
| Cindy Vu Bengtsson | 30    | Stockholm  | Egenföretagare         | Stockholm   | Eliminerad den 15 februari. |
| Johan Örtendahl    | 41    | Växjö      | Tandläkare             | Göteborg    | Eliminerad den 22 februari. |
| Othilia Axelsson   | 26    | Göteborg   | Restaurangkonsult      | Göteborg    | Eliminerad den 1 mars.      |
| Axel Odelberg      | 41    | Stockholm  | Projektledare          | Stockholm   | Eliminerad den 8 mars.      |
| Emil Schönhoff     | 26    | Stockholm  | Förskollärare          | Stockholm   | Eliminerad den 15 mars.     |
| Emma Håkansson     | 23    | Kalmar     | Studerande             | Göteborg    | Eliminerad den 22 mars.     |
| Charlotta Sturnegk | 51    | Borås      | Fiskbutiksbiträde      | Göteborg    | Eliminerad den 29 mars.     |
| Gillis Thalbäck    | 41    | Vendelsö   | Egenföretagare         | Stockholm   | Andra plats den 5 april.    |
| Klara Lind         | 28    | Sundbyberg | Pedagog                | Stockholm   | Sveriges mästerkock 2017    |

## Tittarsiffror
| Avsnitt | Datum            | Tittarsiffror |
| ------- | ---------------- | ------------- |
| 1       | 11 januari 2017  | 1 075 000     |
| 2       | 12 januari 2017  | 746 000       |
| 3       | 18 januari 2017  | 954 000       |
| 4       | 19 januari 2017  | 735 000       |
| 5       | 25 januari 2017  | 1 056 000     |
| 6       | 1 februari 2017  | 1 155 000     |
| 7       | 8 februari 2017  | 1 236 000     |
| 8       | 15 februari 2017 | 1 046 000     |
| 9       | 22 februari 2017 | 1 131 000     |
| 10      | 1 mars 2017      | 1 049 000     |
| 11      | 8 mars 2017      | 1 123 000     |
| 12      | 15 mars 2017     | 1 112 000     |
| 13      | 22 mars 2017     | 1 120 000     |
| 14      | 29 mars 2017     | 992 000       |
| 15      | 5 april 2017     | 1 232 000     |

## Källhänvisningar
1. ↑  ”Mediamätning i Skandinavien”. Arkiverad från originalet den 21 februari 2016. https://web.archive.org/web/20160221070857/http://hottoptv.mms.se/.